# 马泽华
马泽华（1953年1月—），天津人，汉族，中华人民共和国政治人物、第十二届全国人民代表大会山东地区代表。

## 生平
毕业于上海海运学院国际法学专业。加入中国共产党。2013年，担任中国远洋运输（集团）总公司董事長兼黨組書記。